# Nádasdy Ferenc (nagykanizsai kapitány)

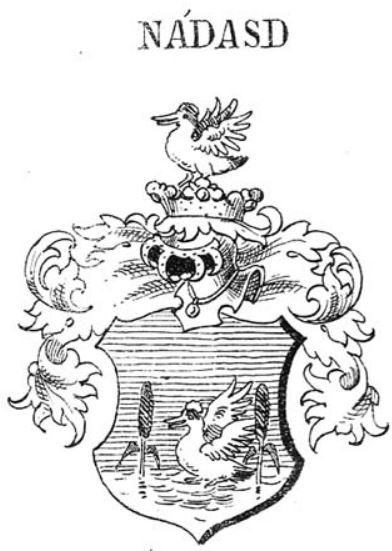
A Nádasdy család címere

Nádasdy Ferenc (fl. 1492–1541), Nagykanizsa várkapitánya, földbirtokos.

## Élete
Az ősrégi tekintélyes nemesi Nádasdy család sarja. Apja Nádasdy László (fl. 1435–1482), erdélyi alvajda 1465 és 1467 között, Vas vármegye alispánja 1470 és 1471 között, földbirtokos, anyja Sánkfalvy Katalin (fl. 1467–1477). Az apai nagyszülei Nádasdy Gáspár (fl. 1412–1435), földbirtokos, és Serényi Erzsébet voltak. Az anyai nagyapja Sánkfalvy István (fl. 1455–1471), földbirtokos, aki 1455. október 18-án V. László magyar királytól szerzett adományban családi címert testvérével Bertalannal, atyafiaival Heős Miklóssal és Sánkfalvy Dénessel együtt. Nádasdy Ferenc fivérei: Nádasdy Tamás, zalavári apát, valamint Nádasdy László (fl. 1492-1526), földbirtokos, akinek a neje borhidai Ebres Ilona (fl. 1496-1518).
Nádasdy Ferenc Mátyás magyar király idejében egy nehézlovas zászlóalj parancsnoka volt, 1492-ben már kapitánya egy huszárcsapatnak. Nagykanizsa várkapitányaként szolgált több évig a Kanizsai család hűséges familiárisaként. Nádasdy Ferenc vezetésével a sárvári lakosság 1532-ben visszaverte a török ostromot a városban, amelyben száz sárvári halt hősi halált a mezőváros és a vár védelmében. A török elleni harcokban igen elkötelezett Nádasdy Ferenc 1540 táján állíttatta helyre az egervári várat.

## Házasságai és leszármazottjai
Első felesége az ősrégi Zala megyei nemesi szenterzsébeti Terjék család sarjából való szenterzsébeti Terjék Orsolya lett. Nádasdy Ferenc és Terjék Orsolya frigyéből származott:
- báró Nádasdy Tamás (1498–1562), a Magyar Királyság nádora, földbirtokos.

Nádasdy Ferencné szenterzsébeti Terjék Orsolya 1529-ben meghalt, és ekkor Nádasdy Ferenc nagykanizsai várnagy Marossi István özvegyét Véssey Orsolyát vezette oltár elé. Nádasdy Ferencnek Véssey Orsolyától származott:
- Nádasdy Orsolya. 1.f.: szarvaskendi és óvári Sibrik Tamás, földbirtokos. 2.f.: ghyczi és assa ablanczkürthi Ghyczy Lénárt (fl. 1510–1542), királyi ember, földbirtokos
- Nádasdy Kristóf, földbirtokos. 1563. augusztus 15-én kötött házasságot devecseri Choron Margittal.
- Nádasdy Zsuzsanna. Férje: szentbalázsi Zele Balázs (fl. 1484–1503), zalavári várnagy, földbirtokos.
- Nádasdy Krisztina. Férje: bezerédi Bezerédj Mihály, földbirtokos.
- Nádasdy Anna. Férje: szunyoghi Majláth István erdélyi vajda, földbirtokos.
- Nádasdy Jakab, törökverő, földbirtokos, aki 1556-ban elesett Berzencén.